# Edward James Roye

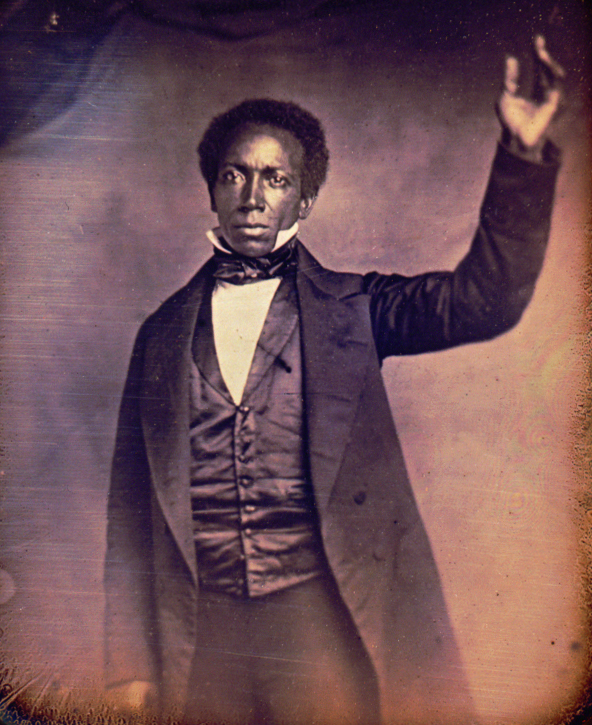
Edward James Roye (1815-1872)

Edward James Roye (Newark, Ohio 3 februari 1815 - † in de omgeving van Cape Mesuradop. 118 11 februarip. 118 of 12 februari 1872) was de vijfde president van Liberia van 3 januari 1870 tot 26 oktober 1871. Hij werd afgezet tijdens - wat het beste kan worden omschreven als - een staatsgreep.p. 117 Hij was de eerste president die behoorde tot de True Whig Partyp. 109 en de eerste president van het land die niet behoorde tot de mullatten.pp. 109-110

## Biografie
Edward James Roye, van Igbo-afkomst werd op 3 februari 1815 geboren in Newark, Ohio in de Verenigde Staten van Amerika.p. 110 Volgens sommige bronnen was zijn vader een weglopen slaaf uit Kentucky die zich in Ohio vestigde en een succesvol zakenman werd (onroerend goed); over zijn moeder is niet veel bekend, behalve dat zij op jonge leeftijd overleed.p. 110 Zijn vader onderkende zijn intellectuele capaciteiten en zorgde ervoor dat hij drie jaar lang kon studeren aan de Universiteit van Ohio in Athens.p. 110 In 1844 of 1846p. 110 emigreerden Roye met zijn vader en een aantal kinderen uit een tweede huwelijk (deze tweede vrouw was inmiddels ook overleden) naar Liberia. Edward Roye ontwikkelde zich tot een zeer succesvol zakenman en reder en groeide uit tot de rijkste man van Liberia.p. 110
Roye werd in het Huis van Afgevaardigden gekozen als vertegenwoordiger van Montserrado County en werd in 1849 voorzitter (Speaker); van 1854 tot 1855 was hij redacteur van de Liberian Sentinel en later senator. Van 1865 tot 1868 was hij opperrechter bij het hooggerechtshof. Hij onderhield als parlementariër goede contacten met Liberianen die zich in de nederzettingen iets meer verwijderd van de kust vestigden; zij waren over het algemeen armer dan de inwoners van de stedelijke gebieden. Politiek gezien waren zij ook radicaler en gekant tegen de mulatten die het voor het zeggen hadden in het land.p. 111
In 1869 werd Roye door de nieuw-opgerichte True Whig Party kandidaat gesteld voor het presidentschap. Zijn kandidatuur werd sterk gesteund door de intellectueel Edward Wilmot Blyden die sterk gekant was tegen de mulatten.pp. 111-112 Roye versloeg bij de verkiezingen zittend president James Spriggs Payne, een mulat, van de Republican Party. Zijn inauguratie vond plaats op 3 januari 1870p. 111 Hij beloofde een eind te maken aan de achterstelling van zwarte Liberianen, emancipatie van de volkeren in de binnenlanden en investeringen in de economie.

### Presidentschap
Roye's presidentschap zou uiteindelijk nog geen twee jaar duren en werd gekenmerkt door verschillende problemen. Allereerst was daar de uitslag van een referendum (1869) waarbij de termijn van de president werd opgerekt van twee naar vier jaar. De kiezers hadden daar in absolute meerderheid (99%) mee ingestemd, maar de Senaat, gedomineerd door de Republican Party weigerde de uitslag te erkennen en schreef een nieuw referendum uit dat in 1870 werd gehouden. De Senaat was belast met het tellen van de stemmen, maar hield de telling geheim. Volgens haar eigen opgave werd de verlenging van het presidentiële termijn door de meerderheid van de bevolking verworpen. Roye weigerde de uitslag te erkennen en beriep zich op het resultaat van het eerste referendum: hij was van plan tot 1873 aan te blijven als president.pp. 112-113 Het tweede grote probleem wat zich voordeed was de teruglopende economie. In de jaren zestig van de negentiende eeuw kende Liberia een ongekende bloei, maar sinds het begin van 1870 kwam hier de klad in. Om de economie vlot te trekken bewerkstelligde hij een lening bij Britse bankiers tegen een woekerrente. Roye reisde persoonlijk af naar het Verenigd Koninkrijk om de lening af te sluiten. Bij thuiskomst in oktober 1871 werd de handelswijze van Roye in het parlement scherp veroordeeld.pp. 116-117

### Val en dood
De oppositie van de Republican Party maakte in het parlement duidelijk dat Roye's ambtstermijn in 1872 zou eindigen.p. 117 Roye vaardigde echter een proclamatie uit waarin hij aangaf de volle vier jaar zou uitdienen.p. 118 Zijn tegenstanders zagen dit als een soort staatsgreep. Voor- en tegenstanders van Roye begonnen zich in Monrovia en de omliggende nederzettingen te bewapenen.p. 118 Nog in oktober 1871 kwam het tot gewelddadigheden tussen aanhangers en tegenstanders van de president die resulteerden in de gevangenneming op 26 oktober van dat jaar van Roye en diens zoon door leden van de Republican Party. Roye en zijn zoon werden opgesloten in de gevangenis van de hoofdstad. De oppositie die nu aan de macht was vormde een uitvoerend comité dat de taken van de president waar nam totdat vicepresident James Skivring Smith op 4 november 1871 werd ingezworen. Smith werd echter te kennen gegeven dat hij zich niet mocht kandideren voor de presidentsverkiezingen en dat hij slechts tijdelijk het presidentschap mocht bekleden. Op 1 januari 1872 werd Smith als president opgevolgd door oud-president Joseph Jenkins Roberts.
Er werd een proces tegen Roye gehouden en op 10 februari 1872 werd hij ter dood veroordeeld.p. 118 In de nacht van 10 februari wisten Roye en zijn zoon te ontsnappen uit het gebouw waarin de rechtbank was gevestigd en zijn vluchtten de jungle in. Roye bood enkele Kru schippers geld om hen naar een Engelse postboot te roeien, maar zij herkenden hem, waarna Roye en zijn zoon wederom de jungle in wisten te vluchtten.p. 119 Op 11 of 12 februari probeerde Roye sr. een rivier over te zwemmen, maar hij vedronk.p. 119 Roye jr. werd later gevangengenomen, maar werd bij een proces vrijgesproken waarna hij naar Engeland vluchtte.p. 119
Cassell geeft in zijn boek Liberia: History of the First African Republic (1970) een afwijkende versie over de ontsnapping en de dood van Roye. Volgens Cassell wist Roye uit de gevangenis te ontsnappen met behulp van een gevangenisbewaarder die zijn baan aan president Roye had te danken. Hierna volgde een klopjacht waarbij Roye ontdekt werd in een kano waarmee hij naar een schip in de haven wilde roeien. Roye werd aan de kust gebracht, zwaar mishandeld, naar Monrovia gebracht en daar rond geparadeerd in zijn ondergoed. Zijn vrouw kwam naar hem toegelopen met een deken om hem te bedekken. Later werd hij naar de gevangenis teruggebracht waar hij aan zijn verwondingen overleed.